# Juli Caparà i Marquès
Juli Caparà i Marquès   (Argentona, 1884 - Sant Sebastià, 1938) fou un empresari i enginyer industrial i metal·lúrgic català.

## Biografia
Estava casat amb Maria Muntadas i Pujol, filla de Lluís Muntadas i Rovira, i fou sogre del metge Joaquim de Nadal i Baixeras. Dirigí i fundà nombroses empreses: el 1909 Lámparas Z amb el seu sogre, i el 1929, la Hispano Olivetti, filial del fabricant italià de màquines d'escriure Olivetti.
També fou vocal i comptador de Foment del Treball Nacional de 1927 a 1936 i membre de la Cambra de Comerç, Indústria i Navegació de Barcelona des de 1912. El 1927 fou soci del Círculo Ecuestre i del Reial Automòbil Club de Catalunya. El 1923 i 1926 president de l'Associació Lawn Tennis de Catalunya Club del Turó. També fou regidor de l'ajuntament de Barcelona en 1923.